# Luke Neal
Luke Neal es un actor británico, más conocido por sus apariciones en teatro.

## Biografía
Luke se entrenó en el Guildhall School of Music and Drama.

## Carrera
Ha aparecido en obras para el Royal Shakespeare Company en Stratford Upon-Avon, Londres y Los Estados Unidos. 
En el 2009 interpretó al caballero de camelor Sir Geraint el segundo al mando de Arturi (Bradley James) durante la segunda temporada de la serie de ciencia ficción Merlin.
En el 2010 apareció en la serie Ashes to Ashes protagonizada por la actriz Keeley Hawes.
En el 2011 apareció como invitado en la serie Scott & Bailey y en la serie médica Doctors donde dio vida a Guy Thomas. También obtuvo un pequeño papel en la última temporada de la exitosa serie británica de espías Spooks.

## Filmografía

### Series de televisión
| Año  | Título           | Personaje              | Notas                                   |
| ---- | ---------------- | ---------------------- | --------------------------------------- |
| 2017 | Gunpowder        | Jack Wright            | miniserie                               |
| 2017 | Watership Down   | Scabious               | episodio # 1.1 - miniserie              |
| 2017 | SS-GB            | Burnham                | episodio # 1.5 - miniserie              |
| 2014 | Halo: Nightfall  | Horrigan               | 4 episodios                             |
| 2011 | Doctors          | Guy Thomas             | episodio "Boyz in da Wood"              |
| 2011 | Spooks           | Joven de la Ciudad     | episodio # 10.3                         |
| 2011 | Scott & Bailey   | Detective Chris Latham | episodio # 1.5                          |
| 2010 | Ashes to Ashes   | Joven Hombre           | episodio # 3.1                          |
| 2009 | Doc Martin       | Andy                   | episodio "Better the Devil"             |
| 2009 | Merlin           | Sir Geraint            | episodio "The Curse of Cornelius Sigan" |
| 2009 | Midsomer Murders | Colin Fountain         | episodio "The Dogleg Murders"           |

### Películas
| Año  | Título     | Personaje | Notas                                                                                               |
| ---- | ---------- | --------- | --------------------------------------------------------------------------------------------------- |
| 2006 | Wilderness | Lewis     | junto a Toby Kebbell, Sean Pertwee, Alex Reid y Stephen Wight                                       |
| 2005 | Colditz    | Hewitt    | junto a Damian Lewis, Sophia Myles, Tom Hardy, Laurence Fox, James Fox, Jason Priestley y Guy Henry |

### Teatro
| Año         | Obra                      | Personaje | Director     | Teatro                        | Notas                                                                 |
| ----------- | ------------------------- | --------- | ------------ | ----------------------------- | --------------------------------------------------------------------- |
| 2011        | Dream Story               | Doctor    | Anna Ledwich | Gate Theatre                  | junto a Leah Muller, Jon Foster y Rebecca Scroggs                     |
| 2010        | Six Degrees of Separation | Rick      | -            | Old Vic Theatre               | -                                                                     |
| 2007 - 2008 | The Histories Cycle       | -         | -            | Royal Shakespeare Co. Theatre | -                                                                     |
| 2006        | Julius Caesar             | -         | -            | Royal Shakespeare Co. Theatre | -                                                                     |
| 2006        | The Tempest               | -         | Rupert Goold | Royal Shakespeare Co. Theatre | junto a Joseph Alessi, Rob Carroll, Edmund Kingsley y Patrick Stewart |
| 2006        | Antony and Cleopatra      | -         | -            | Royal Shakespeare Co. Theatre | -                                                                     |